# Ryan Flamingo
Ryan Flamingo (Blaricum, 31 dicembre 2002) è un calciatore olandese, difensore o centrocampista del PSV.

## Caratteristiche tecniche
Difensore centrale ben strutturato fisicamente, è abile nelle chiusure e bravo nell'anticipare gli avversari. Dotato di ottime doti tecniche e buona velocità, è in grado di avanzare palla al piede per impostare. Si dimostra anche un buon realizzatore, calciando principalmente con il destro, essendo il suo piede forte. Può essere schierato anche come medianopotendo esercitare il suo gioco difensivo anche a centrocampo. Freddo nei suoi interventi, usa bene il tackle, e combinando rapidità e lettura del gioco è forte nel contenere la manovra d'azione avversaria.

## Carriera

### Club

#### Sassuolo e Vitesse
Cresciuto nel settore giovanile di BFC Bussum e Almere City, nel gennaio del 2021 Flamingo si trasferisce al Sassuolo, dove viene aggregato alla formazione Primavera. Inizialmente in prestito, viene successivamente riscattato dalla società neroverde. Nella stagione 2020-2021 del campionato segna 14 reti, metà su calci di rigore.
Il 18 luglio 2022, viene ceduto in prestito per una stagione al Vitesse, in Eredivisie. Esordisce in campionato il 7 agosto, subentrando a Ferro al 78º minuto dell'incontro perso per 2-5 con il Feyenoord. Realizza tre reti nella massima divisione olandese, ma prima il 27 agosto, nel pareggio per 2-2 contro l'RKC Waalwijk, poi vincendo per 3-0 il 15 ottobre contro il Cambuur e l'ultima il 16 aprile 2023 battendo per 4-1 il NEC.

#### Utrecht e PSV
Il 18 agosto 2023, viene ceduto in prestito con diritto di riscatto all'Utrecht, sempre in Eredivisie. Nella 2023-2024, segna il suo primo gol perdendo per 5-1 contro il Feyenoord, sigla una rete in una partita molto combattura contro l'Ajax vincendo per 4-3, al termine della stagione ha collezionato 34 presenze e tre reti in campionato, l'ultima battendo per 3-1 lo Sparta Rotterdam, viene poi riscattato dal club olandese, con cui firma un contratto quadriennale.
L'8 luglio 2024, viene acquistato a titolo definitivo dal PSV, sempre in Eredivisie, per nove milioni di euro, firmando un contratto quinquennale con il club di Eindhoven.Nella Champions League realizza una rete, prima sconfiggendo per 4-0 il Girona e poi prevalendo per 3-2 ai danni del Stella Rossa, segna anche il decisivo gol del 3-1 ai supplementari nel ritorno del playoff della seconda fase, decisivo per il passaggio del turno contro la Juventus.

### Nazionale
Nel marzo del 2023, Flamingo riceve la sua prima convocazione con la nazionale Under-21 olandese, guidata da Erwin van de Looi, in vista delle amichevoli contro Norvegia e Repubblica Ceca.
Ha esordito con gli Jong Oranje il 12 ottobre seguente, giocando da titolare l'incontro di qualificazione agli Europei del 2025 con la Georgia, vinto per 3-0.

## Statistiche

### Presenze e reti nei club
Statistiche aggiornate al 4 marzo 2025.
| Stagione        | Squadra         | Campionato      | Campionato | Campionato | Coppe nazionali | Coppe nazionali | Coppe nazionali | Coppe continentali | Coppe continentali | Coppe continentali | Altre coppe | Altre coppe | Altre coppe | Totale | Totale |
| Stagione        | Squadra         | Comp            | Pres       | Reti       | Comp            | Pres            | Reti            | Comp               | Pres               | Reti               | Comp        | Pres        | Reti        | Pres   | Reti   |
| --------------- | --------------- | --------------- | ---------- | ---------- | --------------- | --------------- | --------------- | ------------------ | ------------------ | ------------------ | ----------- | ----------- | ----------- | ------ | ------ |
| 2022-2023       | Vitesse         | ED              | 33         | 3          | CO              | 1               | 0               | -                  | -                  | -                  | -           | -           | -           | 34     | 3      |
| 2023-2024       | Utrecht         | ED              | 34         | 3          | CO              | 2               | 0               | -                  | -                  | -                  | -           | -           | -           | 36     | 3      |
| 2024-2025       | PSV             | ED              | 24         | 0          | CO              | 3               | 0               | UCL                | 10                 | 3                  | SO          | 1           | 0           | 38     | 3      |
| Totale carriera | Totale carriera | Totale carriera | 91         | 6          |                 | 6               | 0               |                    | 10                 | 3                  |             | 1           | 0           | 108    | 9      |

### Cronologia presenze e reti in nazionale
| Cronologia completa delle presenze e delle reti in nazionale ― Paesi Bassi under 21 | Cronologia completa delle presenze e delle reti in nazionale ― Paesi Bassi under 21 | Cronologia completa delle presenze e delle reti in nazionale ― Paesi Bassi under 21 | Cronologia completa delle presenze e delle reti in nazionale ― Paesi Bassi under 21 | Cronologia completa delle presenze e delle reti in nazionale ― Paesi Bassi under 21 | Cronologia completa delle presenze e delle reti in nazionale ― Paesi Bassi under 21 | Cronologia completa delle presenze e delle reti in nazionale ― Paesi Bassi under 21 | Cronologia completa delle presenze e delle reti in nazionale ― Paesi Bassi under 21 |
| Data                                                                                | Città                                                                               | In casa                                                                             | Risultato                                                                           | Ospiti                                                                              | Competizione                                                                        | Reti                                                                                | Note                                                                                |
| ----------------------------------------------------------------------------------- | ----------------------------------------------------------------------------------- | ----------------------------------------------------------------------------------- | ----------------------------------------------------------------------------------- | ----------------------------------------------------------------------------------- | ----------------------------------------------------------------------------------- | ----------------------------------------------------------------------------------- | ----------------------------------------------------------------------------------- |
| 12-10-2023                                                                          | Batumi                                                                              | Georgia under 21                                                                    | 0 – 3                                                                               | Paesi Bassi under 21                                                                | Qual. Europeo Under-21 2025                                                         | -                                                                                   | 77’                                                                                 |
| 16-11-2023                                                                          | Almere                                                                              | Paesi Bassi under 21                                                                | 1 – 0                                                                               | Gibilterra under 21                                                                 | Qual. Europeo Under-21 2025                                                         | -                                                                                   | 64’                                                                                 |
| 25-3-2024                                                                           | Chișinău                                                                            | Moldavia under 21                                                                   | 0 – 3                                                                               | Paesi Bassi under 21                                                                | Qual. Europeo Under-21 2025                                                         | -                                                                                   | 39’ 61’                                                                             |
| 21-3-2024                                                                           | Nijmegen                                                                            | Paesi Bassi under 21                                                                | 1 – 2                                                                               | Norvegia under 21                                                                   | Amichevole                                                                          | -                                                                                   | 62’                                                                                 |
| Totale                                                                              |                                                                                     | Presenze                                                                            | 4                                                                                   |                                                                                     | Reti                                                                                | 0                                                                                   |                                                                                     |

## Palmarès
- Campionato olandese: 1

PSV: 2024-2025
- Supercoppa dei Paesi Bassi: 1

PSV: 2025